# Data mapper
Data mapper — шаблон проєктування взаємодії з базою даних. Призначений для зменшення взаємного впливу структури об'єкта та структури, яка реально зберігає дані об'єкта. Уперше був запропонований Мартіном Фаулером у 2003 році в книзі Patterns of Enterprise Application Architecture. Згідно з цим шаблоном інтерфейс об'єкта повинен містити методи CRUD, на противагу безпосередній взаємодії з базою даних.
Шаблон Data mapper — це прошарок доступу до бази даних, що забезпечує двосторонню конвертацію даних з об'єкта (в оперативній пам'яті) до бази даних, і з бази даних знов у об'єкт. Шаблон повністю відповідає своїй назві — він полягає у створенні мапи відповідності між полями властивостей об'єкта та полем у БД, у якому зберігається значення властивостей. Таким чином зміна структури в БД вимагає лише зміни самої мапи й не зачіпає основний код проєкту, так само програміст може змінити структуру об'єкта (в певних межах), залишивши базу даних незмінною.

## Реалізації
Принцип реалізовано у численних фреймворках на різних мовах програмування.

### Java/.Net
- Фреймворк MyBatis

### PHP
- Doctrine2 об'єктно-реляційне-відображення (ORM) та прошарок абстракції бази даних [1]

### Python
- Бібліотека SQLAlchemy

### Ruby
- Ruby Object Mapper (ROM) [Архівовано 24 лютого 2021 у Wayback Machine.], також відомий як DataMapper 2

## Реалізація
```
public
 
class
 
Customer

{

	
public
 
int
 
ID
 
{
 
get
;
 
set
;
 
}

	
public
 
string
 
Name
 
{
 
get
;
 
set
;
 
}

	
public
 
Customer
(
int
 
id
,
 
string
 
name
)

	
{

		
ID
 
=
 
id
;

		
Name
 
=
 
name
;

	
}

}

public
 
class
 
CustomerMapper

{

	
public
 
Customer
 
GetByID
(
int
 
id
)

	
{

		
Db
 
db
 
=
 
...;

		
var
 
record
 
=
 
db
.
ReadUser
(
id
);

		
return
 
new
 
Customer
(
record
.
id
,
 
record
.
name
);

	
}

	
public
 
void
 
Save
(
Customer
 
customer
)

	
{

		
// враховуємо те що структура об'єкта та його представлення у сховищі можуть відрізнятись

		
...

	
}

	
public
 
void
 
Delete
(
int
 
id
)

	
{

		
Db
 
db
 
=
 
...;

		
db
.
Delete
(
id
);

	
}

}

```